# 大韋謝列
47°39′10″N 30°40′27″E / 47.65278°N 30.67417°E
大韋謝列（烏克蘭語：Великовеселе），是烏克蘭的村落，位於該國南部尼古拉耶夫州，由弗拉季伊夫卡區負責管轄，始建於1792年，面積0.94平方公里，海拔高度55米，2001年人口406，人口密度每平方公里431.9人。